# Fenestroconidia caloplacae
Fenestroconidia caloplacae är en svampart som beskrevs av Calat. & Etayo 1999. Fenestroconidia caloplacae ingår i släktet Fenestroconidia, divisionen sporsäcksvampar och riket svampar.   Inga underarter finns listade i Catalogue of Life.